# 重祚
重祚（ちょうそ）とは践祚（せんそ）を重ねること。つまり退位した君主が再び践祚して君主になること。「じゅうそ」とも言う。

## 日本の天皇
重祚した天皇は2人。退位した皇極天皇が重祚して斉明天皇に、退位した孝謙天皇が重祚して称徳天皇に成っている。
皇極天皇の場合は、子の中大兄皇子（天智天皇）の政治的思惑による時間稼ぎである。孝謙天皇の場合は自身の政治的思惑から皇位を譲った皇子（淳仁天皇）を廃位して重祚している。
後醍醐天皇は元弘の乱によって隠岐に配流となり、代わって光厳天皇（現在では北朝天皇とされている）が即位したものの、後に隠岐を脱出し帰京した後醍醐天皇によって光厳天皇の在位は否定された。光厳天皇の治世を挟んでの後醍醐天皇の前後2回の治世を重祚とみるかどうかは諸説がある。北朝を正統とする立場であっても、後醍醐天皇を重祚とするかどうかは歴史書によって異なり、光厳天皇の治世をはさんだ後醍醐天皇の重祚と見てこれを2代分に数える歴史書と、重祚とみなさず前後あわせて1代と数える歴史書とが併存している。一方、南朝を正統とする立場においては、隠岐に配流となっていた期間も後醍醐天皇の在位は継続しており重祚ではなく、光厳天皇の在位は無かったことになっている。ただし光厳天皇は建武政権においても上皇として処遇されていた。
明仁が2019年4月30日に退位し皇室典範制定後初の上皇となったが、天皇の退位等に関する皇室典範特例法第3条により、皇位継承権を有しないので重祚できない。

## 中国の皇帝
中国では、7世紀末から8世紀始めの、唐における武則天登位、建国（武周）の前後において、中宗・睿宗が即位後に武則天により退けられた。晩年の武則天による譲位で中宗が皇帝に復位し、中宗の後に睿宗が復位している。
また、明の英宗が土木の変でオイラト軍に囚われると、朝廷では弟の景泰帝を帝位につけ、帰還後の英宗は幽閉していた。後に奪門の変の結果、英宗は再度即位している。明の皇帝は一世一元の制があるため、元号を冠して呼ぶのが習いであるが（永楽帝など）、英宗は第6代と第8代の重祚を行い、元号を2つ使ったため廟号で英宗と称されることが多い。ただし、元号を用いて正統帝、天順帝と呼ぶ場合もある。
清朝の宣統帝は辛亥革命で退位した後に満洲国の皇帝に即位したが、形式上も実質的にも中国の支配をしていたわけではない（表向きには「満洲民族が独立国を作った」という形）ため、これは一般には重祚とみなされない。また、満洲国以前に清朝の再興と宣統帝の復位の企てがあったが、これは張勲復辟と呼ばれる。

## 朝鮮の王
朝鮮では、13世紀末から14世紀半ばの高麗が元の従属国化された時期に、元の宮廷の意向によりしばしば王位を王世子に譲らされたり復位させられたりした。このため、宮中の混乱と元への依存が深まり、王朝衰退の要因となった。

## ベトナムの皇帝
ベトナムでは、16世紀の黎朝後期に東京鄭氏の傀儡の淵皇帝・黎神宗が重祚している。

## その他
通常は重祚と呼ばれることはないが、その他の国々においても類例がある。
- 紀元前1世紀ユダヤのハスモン朝の王ヨハネ・ヒルカノス2世は、紀元前67年の即位直後に兄弟のアリストブロス2世のクーデターに敗れ退位する（紀元前66年）が、家来のアンティパトロス（後のヘロデ大王の父）は、彼を担いでローマのポンペイウス将軍とアリストブロス2世を攻撃して倒し、紀元前63年にヨハネ・ヒルカノス2世はもう一度王座についた。
- 15世紀のスウェーデンにおいて、カール8世は宰相から王位に登ったが、クリスチャン1世や反対派の貴族・教会との抗争により2度追放を受け、2度復位した。
- 17世紀末から18世紀初めのポーランド=リトアニアにおいて、アウグスト2世とスタニスワフ1世が王位を争い、結果として交互に2度王位についた。
- 18世紀のスペイン・ブルボン朝初期において、フェリペ5世が幼い息子ルイス1世に一旦譲位した後、ルイスの夭逝により復位した。
- 第一次世界大戦期のギリシャ王国において、コンスタンティノス1世が次男のアレクサンドロス1世に譲位して自身は亡命したが、アレクサンドロスの早世後に復位が認められた。ただし、その後再び退位・亡命している。
- 20世紀前半のルーマニア王国において、王位継承者であった父の継承権放棄と国外逃亡によってミハイ1世が王位につくものの、父が3年後に帰国しカロル2世として王位につき、ミハイは退位させられた。その10年後にカロルは退位・亡命し、ミハイが復位した。
- カンボジアのノロドム・シハヌークは、1941年から1955年と1993年から2004年の2度にわたり王位についた。シハヌークは他にも生涯に数多くの政治的地位についており、ギネスブックが「世界の政権で最も多くの経歴を持つ政治家」と認定している。
- ネパールのギャネンドラは、祖父のトリブバンが国政の実権を握るラナ家と対立して1950年に一族を連れてインドに亡命した際に国内に取り残され、ラナ家によって新国王に擁立されたが、翌1951年国際社会の支持を受けたトリブバンが帰国するとギャネンドラは退位させられた。ところが、その50年後の2001年に発生したネパール王族殺害事件で兄とその子供達が死亡したためにギャネンドラがその王位を継承する形で復位した。しかし、議会や国民との対立から「ロクタントラ・アンドラン」と呼ばれる民主化運動を招き、2008年に王制廃止・ギャネンドラの退位に至った。